# امیر پورخلجی
امیر پورخلجی (زادۀ ۱۹ دی ۱۳۶۱ در تهران)، آهنگساز،    رهبر ارکستر   و  موسیقیدان اهل ایران است. او در سی و ششمین جشنواره موسیقی، برای آهنگسازی در بخش معاصر و ارکسترال باکلام  موفق به دریافت جایزه باربد شد.

## زندگی
امیر پورخلجی در سال ۱۳۶۱ در تهران به دنیا آمد. موسیقی را از کودکی به تشویق  پدر با ساز ویلن آغاز کرد. در سال ۱۳۷۹ دیپلم موسیقی گرفت و تحصیلات خود را در هنرستان موسیقی تهران ادامه داد و پس از گذراندن دوره فوق دیپلم ویلن، در سال ۱۳۸۵ با اخذ مدرک کارشناسی نوازندگی ویولا فارغ التحصیل شد. وی، ویلن و ویولا را نزد استادان برجسته‌ای همچون سیاوش ظهیرالدینی، والودیا تارخانیان، ابراهیم لطفی، مازیار ظهیرالدینی و ستاره بهشتی آموخته است. در پاییز ۱۳۸۷ مدت کوتاهی به عنوان مایستر ویولا با ارکستر سمفونیک تهران به رهبری منوچهر صهبایی همکاری داشته است. در تیر ماه ۱۳۸۸ دوره کارشناسی ارشد آهنگسازی را در دانشگاه هنر تهران با رتبه اول (ممتاز) به پایان رساند. وی در دروس آهنگسازی، علاوه بر استادان هنرستان و دانشگاه، از کلاسهای هوشنگ استوار، احمد پژمان و واهرام بابایان بهره مند شده است و آموخته هایی در  زمینه رهبری ارکستر در مستر کلاس علی رهبری کسب کرده است.  سپس تا سال ۱۳۹۳ در دانشگاه هنر تهران و هنرستان موسیقی پسران به عنوان مدرس ویلن، ویولا، آنسامبل و هارمونی مشغول به کار شد و راهنمایی و داوری پایان‌نامه‌های متعددی را بر عهده داشته است. وی تاکنون با ارکسترهای متعددی در داخل و خارج از ایران به عنوان نوازنده، آهنگساز و با برخی از آنها به عنوان رهبر ارکستر همکاری داشته است. با سازهای پیانو، بربط و کمانچه آشنایی دارد که حاصل آن اجراهای گوناگونی در موسیقی فیلم‌، آلبوم‌های موسیقی و کنسرت‌هایی است که تجربیاتی را برای وی در سبک‌های مختلف موسیقی به ارمغان آورده است. آثار او در فستیوال‌های گوناگون، جوایزی را به دست آورده است. 

## آلبوم‌ها
- آرش کمانگیر (بر پایه شاهنامه فردوسی، با اجرای ارکستر سمفونیک ملی اوکراین)، نشر در پلتفرم های دیجیتال جهانی، ۲۰۰۹
- گیسوبران[۱۲] (تکنوازی ویلن)، نشر در پلتفرم های دیجیتال جهانی، ۲۰۲۴
- اپرای حافظ[۱۳]  (با صدای: علیرضا قربانی، علی زند وکیلی، سحر محمدی بروجردی، هاله سیفی زاده، اسحاق انور و ...)، نشر نی داوود، ۲۰۲۱
- امواج نوی ایران[۱۴] (قطعه اتاق فلوت ها برای کوارتت فلوت، نوازنده: کلاریز کشاورز)، نشر پتریکور، ۲۰۲۱
- عاشق کیست[۱۵] (با صدای: شهرام ناظری، با اجرای ارکستر سمفونیک متروپولیتن پراگ، چک)، نشر پردیس موسیقی معاصر، ۲۰۱۷

- آفرینش[۱۶][۱۷]  (بر پایه شاهنامه فردوسی، با اجرای ارکستر فیلارمونیک روسه، بلغارستان)، نشر پردیس موسیقی معاصر، ۲۰۱۵
- چشمان بسته[۱۸] (تکنوازی پیانو)، نشر موسیقی هرمس، ۲۰۱۵

## کتاب‌ها
- دوازده اتود برای ویولا، نشر نای و نی [۱۹][۲۰]
- سی اتود برای ویولا، نشر نای و نی[۱۰][۲۱]

## موسیقی فیلم
- آبزی (Aquatic)-2023[۲۲]
- لکه (Stain)-2022 [۲۳]
- خرچنگ (Crab)-2020[۲۴][۲۵]
- یک نفر (One Person)-2018[۲۶]
- یال و کوپال (Maned & Macho)-2017[۲۷]
- لایت سایت (Light Sight)-2016[۲۸]

## جایزه‌ها
ـ تندیس و جایزه باربد در بخش آهنگسازی موسیقی معاصر و ارکسترال برای آلبوم عاشق کیست در سی و ششمین جشنواره موسیقی فجر - ۲۰۲۱
ـ دیپلم افتخار بهترین موسیقی فیلم برای انیمیشن یک نفر از فستیوال بین المللی نهال - ۲۰۱۹
ـ جایزه بهترین موسیقی متن برای فیلم لایت سایت از نخستین فستیوال بین المللی انجینیوئیتی آمریکا - ۲۰۱۷
ـ جایزه بهترین موسیقی متن برای فیلم لایت سایت از نخستین فستیوال بین المللی پنج قاره ونزوئلا - ۲۰۱۷

ـ تندیس شایستگی و دیپلم افتخار بهترین موسیقی متن برای فیلم لایت سایت از سیزدهمین فستیوال بین المللی نهال تهران - ۲۰۱۶

ـ تندیس شایستگی و دیپلم افتخار بهترین موسیقی متن برای فیلم لایت سایت از هجدهمین جشن خانه سینما تهران - ۲۰۱۶
ـ تندیس شایستگی و دیپلم افتخار بهترین آهنگساز در بیست و پنجمین جشنواره بین المللی موسیقی برای سوئیت سمفونی آرش کمانگیر - ۱۳۸۸
ـ جایزه ویژه هزاره فردوسی برای سوئیت سمفونی آرش کمانگیر - ۱۳۸۸ 